# Fundão
Fundão és un municipi portuguès, situat al districte de Castelo Branco, a la regió del Centre i a la subregió de Cova da Beira. L'any 2006 tenia 31.176 habitants. Es divideix en 31 freguesias. Limita al nord amb Covilhã, Belmonte i Sabugal, a l'est amb Penamacor i Idanha-a-Nova, al sud amb Castelo Branco, al sud-oest amb Oleiros i a l'oest amb Pampilhosa da Serra.

## Població
| Població del concelho de Fundão (1801 – 2004) | Població del concelho de Fundão (1801 – 2004) | Població del concelho de Fundão (1801 – 2004) | Població del concelho de Fundão (1801 – 2004) | Població del concelho de Fundão (1801 – 2004) | Població del concelho de Fundão (1801 – 2004) | Població del concelho de Fundão (1801 – 2004) | Població del concelho de Fundão (1801 – 2004) | Població del concelho de Fundão (1801 – 2004) |
| --------------------------------------------- | --------------------------------------------- | --------------------------------------------- | --------------------------------------------- | --------------------------------------------- | --------------------------------------------- | --------------------------------------------- | --------------------------------------------- | --------------------------------------------- |
| 1801                                          | 1849                                          | 1900                                          | 1930                                          | 1960                                          | 1981                                          | 1991                                          | 2001                                          | 2004                                          |
| 14658                                         | 15821                                         | 35248                                         | 42932                                         | 47593                                         | 32089                                         | 31687                                         | 31482                                         | 31297                                         |

## Freguesies
- Alcaide
- Alcaria
- Alcongosta
- Aldeia de Joanes
- Aldeia Nova do Cabo
- Alpedrinha
- Atalaia do Campo
- Barroca
- Bogas de Baixo
- Bogas de Cima
- Capinha
- Castelejo
- Castelo Novo
- Donas
- Enxames
- Escarigo
- Fatela
- Fundão
- Janeiro de Cima
- Lavacolhos
- Mata da Rainha
- Orca
- Pêro Viseu
- Póvoa de Atalaia
- Salgueiro
- Silvares
- Soalheira
- Souto da Casa
- Telhado
- Vale de Prazeres
- Valverde